# Rodolphe IV d'Anhalt-Dessau
Rodolphe IV d'Anhalt-Dessau surnommé le Brave en allemand der Tapfere (né vers 1466 - mort le 7 septembre 1510 à Vérone, inhumé en 1525 dans l'église des franciscains d'Innsbruck.  fut un prince allemand de la maison d'Ascanie corégent d'Anhalt-Dessau de 1474 à 1510. Il fut également capitaine des armées de Maximilien de Habsbourg

## Biographie
Rodolphe VI est le 4e fils du prince Georges Ier d'Anhalt-Dessau et de sa 4e épouse et le plus jeune fils survivant de l'ensemble de la fratrie. Bien que corégent titulaire de la principauté avec ses frères ainés, comme cadet ; il mène une carrière de condottiere au service du Saint-Empire et de la maison de Habsbourg.

## Le Capitaine
Rodolphe mentionné dans le traité de succession de 1471, part ensuite parfaire sa formation à la 
cour de Maximilien de Habsbourg vers 1485. En 1486 il est présent au couronnement de Maximilien à Aix-la-Chapelle et reçoit l'accolade du roi des romains auprès duquel il s'engage comme capitaine de mercenaires. Rodolphe accompagne Maximilien aux Pays-Bas où les deux hommes sont capturés par les Brugeois révoltés en 1488. Rodolphe accepte de rester en otage afin que Maximilien puissent être libéré. L'empereur Frédéric III du Saint-Empire le récompense pour ce geste par la Charge de Grand-Écuyer. Il fait désormais partie de l'entourage immédiat du roi dont il devient l'un des conseillers les plus proches et l'ami. 
En 1490 après la mort de Mathias Corvin, il conduit une ambassade en Hongrie puis effectue une campagne militaire afin de reprendre l'Autriche après la prise de Vienne et de Székesfehérvár. 
En 1494 il retourne à Naples pour soutenir le roi Charles VIII de France avec des mercenaires pour l'Italie et il négocie, au nom de Maximilien avec le Pape. En 1495, Rodolphe reçoit lors de la Diète impériale de Worms au nom de ses frères et cousins l'investiture impériale  pour le fief Anhalt et le droit de percevoir des taxes annuelles sur la cité de Lübeck. En 1496/1498, il accompagne Maximilien dans ses campagnes contre l'Italie et la France, de 1501 à 1503, il effectue des missions diplomatiques et militaires dans le possessions du roi en Italie orientale et méridionale. Au cours de la guerre de Succession de Landshut en Bavière en 1504, il participe entre autres à la conquête de Kufstein puis il effectue une campagne en Hongrie en 1506. 
Après la mort de Philippe le Beau Maximilien Ier l'envoie comme capitaine aux Pays-Bas afin de soutenir la régent Marguerite d'Autriche et son action est décisive dans la guerre contre le comte Charles de Gueldre. Rodolphe a recruté plus de 2 000 mercenaires, toutefois sauf lors de la prise du château de Poederoijen sur la Meuse en juin 1508, il ne remporte aucune grande victoire. Marguerite qui souhaite un accord avec le royaume de France demande le licenciement de l'armée de Rodolphe. Maximilien envisage de remplacer temporaire sa fille par Rodolphe comme gouverneur général mais cette perspective est abandonnée du fait de son impopularité liée aux pillages perpétrés par ses mercenaires dans le pays.
Après la conclusion de la paix dans le cadre de la Ligue de Cambrai, il participe aux côtés de Maximilien Ier à la guerre contre la république de Venise en 1509  et procède à la prise de Padoue et de Vicence. La conquête du Frioul échoue et après avoir fait face à des mutineries et à des désaccords avec ses alliées il se retire à Vérone où il meurt en 1510 peut-être empoisonné par les Vénitiens ou victime de la peste.